# S llarga

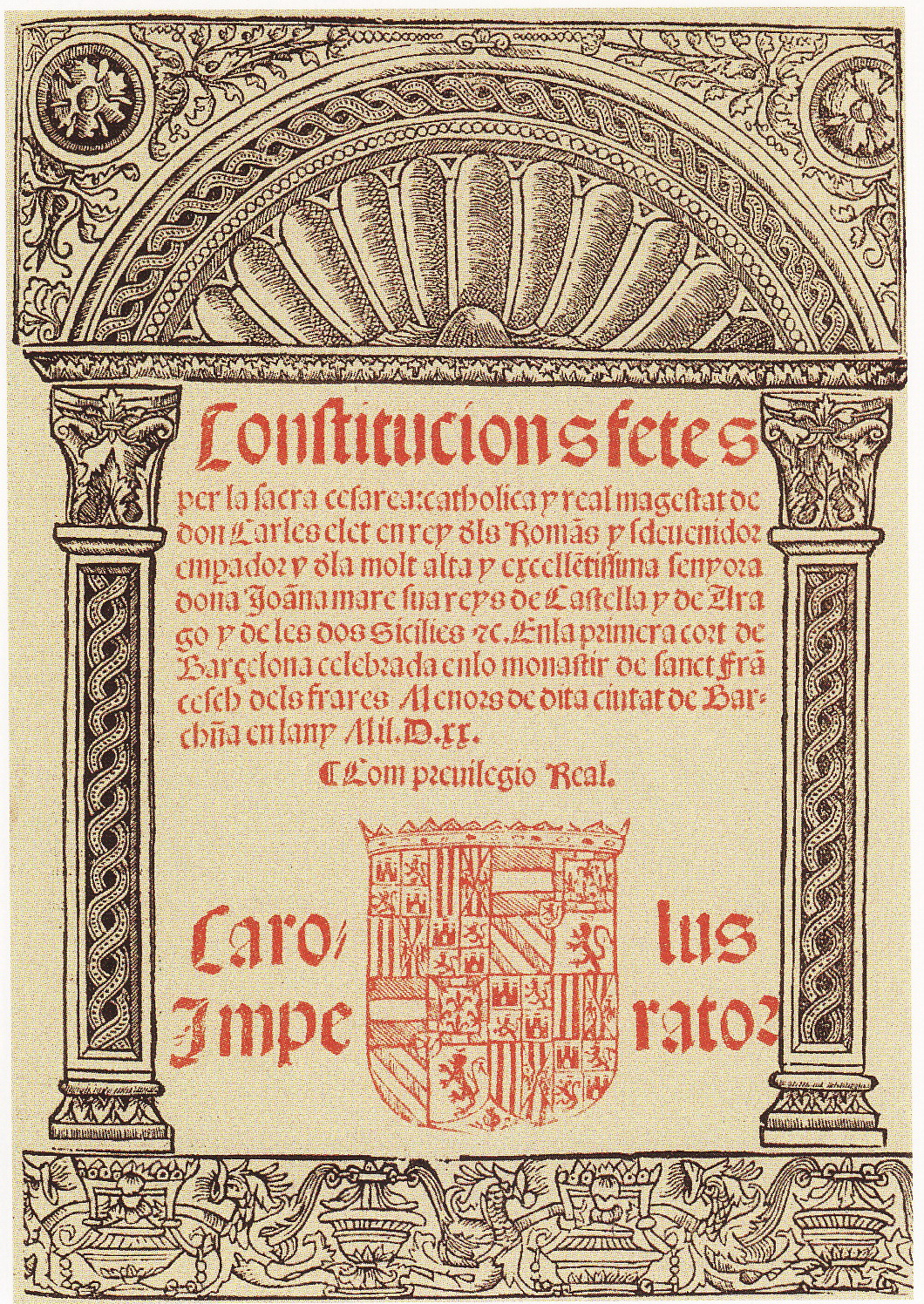
Constitucions catalanes de les Corts de 1519, on s'hi veuen la ſ i la s

La s llarga (ſ) és una variant arcaica de la lletra essa en minúscula. La forma actual (s) s'anomenava també s final o s curta perquè originalment s'emprava només a final de mot. Actualment els lectors poc acostumats poden confondre la ſ amb la f.
La essa llarga s'usava en moltes lligadures. Tres exemples clàssics eren les lligadures ſi (si), ſt (st) i ſſ (ss). El caràcter ß o eszett, originalment una lligadura ſ+s o ſ+z, es va establir en l'ortografia de l'alemany amb unes regles específiques que encara existeixen.

## Història

### Origen

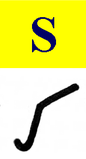
La s medial de la cursiva romana

La essa llarga en la seva forma coneguda actualment va néixer juntament amb la distinció entre majúscules i minúscules de l'alfabet llatí, durant l'aparició de la minúscula carolíngia, però està basada en la essa medial de l'escriptura cursiva romana. Als orígens es podia usar com a variant de la essa en qualsevol posició, també la final, sense regles estrictes i en funció de l'escriba. Al llarg del temps, però, va arribar a substituir la essa en totes les posicions llevat del final.

### Regles d'ús
Amb la consolidació de l'escriptura, i especialment després de la invenció de la impremta, es van establir normes per a l'ús de la essa llarga i la curta. Aquestes normes van anar variant durant els anys i segons l'idioma escrit. De forma general, la forma «s» era usada a final de mot, però sovint també a meitat de paraula quan es tractava del final d'un mot compost amb guionet o fins i tot sense. També existien regles que obligaven a l'ús de la essa curta davant d'algunes lletres concretes, com ara en combinació amb la be alta, la efa o la hac. Per a escriure el dígraf «ss» van existir diferents lligadures segons l'idioma, l'any i si era en lletra rodona o cursiva. En general, la «ſ» s'emprava en posició inicial i medial de paraula en la resta de casos, i també en posició final en les abreviacions d'un mot que la dugués i davant d'un guionet que divideix una paraula a final de línia.
Convé tenir en compte que en aquella època el grec clàssic era una de les llengües de cultura més estudiades, i l'alfabet grec també disposa de dues formes per a la lletra sigma minúscula: la forma medial «σ» i la final «ς».

### Abandonament

Ús històric de la essa llarga en anglès

Hi ha gravats italians documentats entre 1650 i 1720 que ja no usaven la essa llarga. A partir de la dècada del 1760, alguns impressors de Madrid també van evitar l'ús d'aquesta lletra. Aquest estil es va popularitzar durant les dècades de 1770 i 1780 en les llengües romàniques. El motiu principal era evitar confusions amb la lletra efa en textos petits o malmesos i també reduir els costos de la impressió i la correcció de textos. A Itàlia també es va justificar com un sistema més fidel a l'escriptura de l'antiga Roma. Al final del segle xix es va difondre també a l'anglès i d'aquí a tots els idiomes amb l'alfabet llatí llevat d'aquells que usaven tipografies de lletra gòtica. A partir del segle xviii la essa llarga ja només es va usar puntualment en textos molt formals o en manuscrits. Als països de parla alemanya es va continuar usant la essa llarga en l'escriptura gòtica fins a la prohibició del Fraktur per Hitler l'any 1941.

## Ús modern

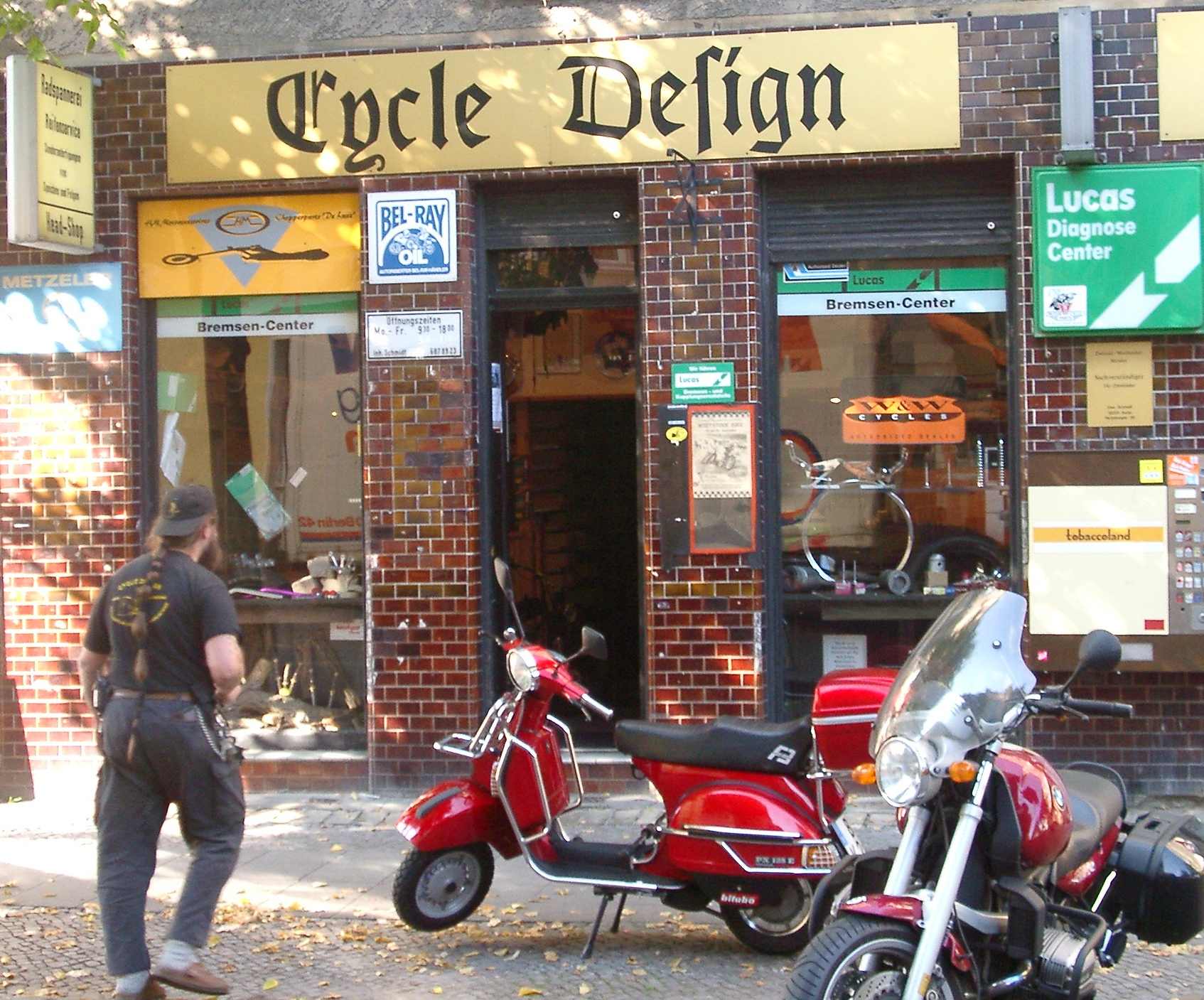
La botiga Cycle Design a Berlín, 2002

Als països nòrdics i de parla alemanya, sovint es conserva la essa llarga quan s'escriu en la tipografia Fraktur o altres estils de lletra gòtica. Com a exemples més coneguts destaquen els logotips del licor Jägermeister, o del diari Aftenposten.
La s llarga en forma cursiva sobreviu com a símbol d'integració a l'anàlisi matemàtica. El símbol prové de la paraula «suma» en llatí, escrita per Gottfried Leibniz com a ſumma. Aquest ús apareix publicat per primer cop l'any 1686 al seu article «De Geometria» de la revista Acta Eruditorum però en manuscrits privats es remunta al 1675. Modernament, la integral definida d'una funció f en l'interval [a,b] s'escriu:
{\displaystyle \int _{a}^{b}f(x)\,dx.}
En lingüística existeix un caràcter similar anomenat esh (AFI) que s'usa en l'alfabet fonètic internacional per a representar la consonant fricativa postalveolar sorda, que es correspon amb el so de la xeix del català. Aquesta lletra també s'ha usat en l'alfabet d'algunes llengües africanes.
Algunes fonts tipogràfiques modernes en format digital OpenType inclouen la essa llarga per a poder representar fàcilment textos antics, com ara la Caslon, Garamond, i Bodoni.
El símbol per al xíling anglès usat durant el sistema £sd (abans de la decimalització de la lliura esterlina) era una barra inclinada / o una s, i aquesta barra provenia d'una simplificació del caràcter de la essa llarga.
La codificació Unicode per al caràcter és:
- ſ (U+017F):
- UTF-8: 0xC5 0xBF
- UTF-8 octal: \305\277
- entitat HTML: &#383;